# St. Michael (Helgoland)

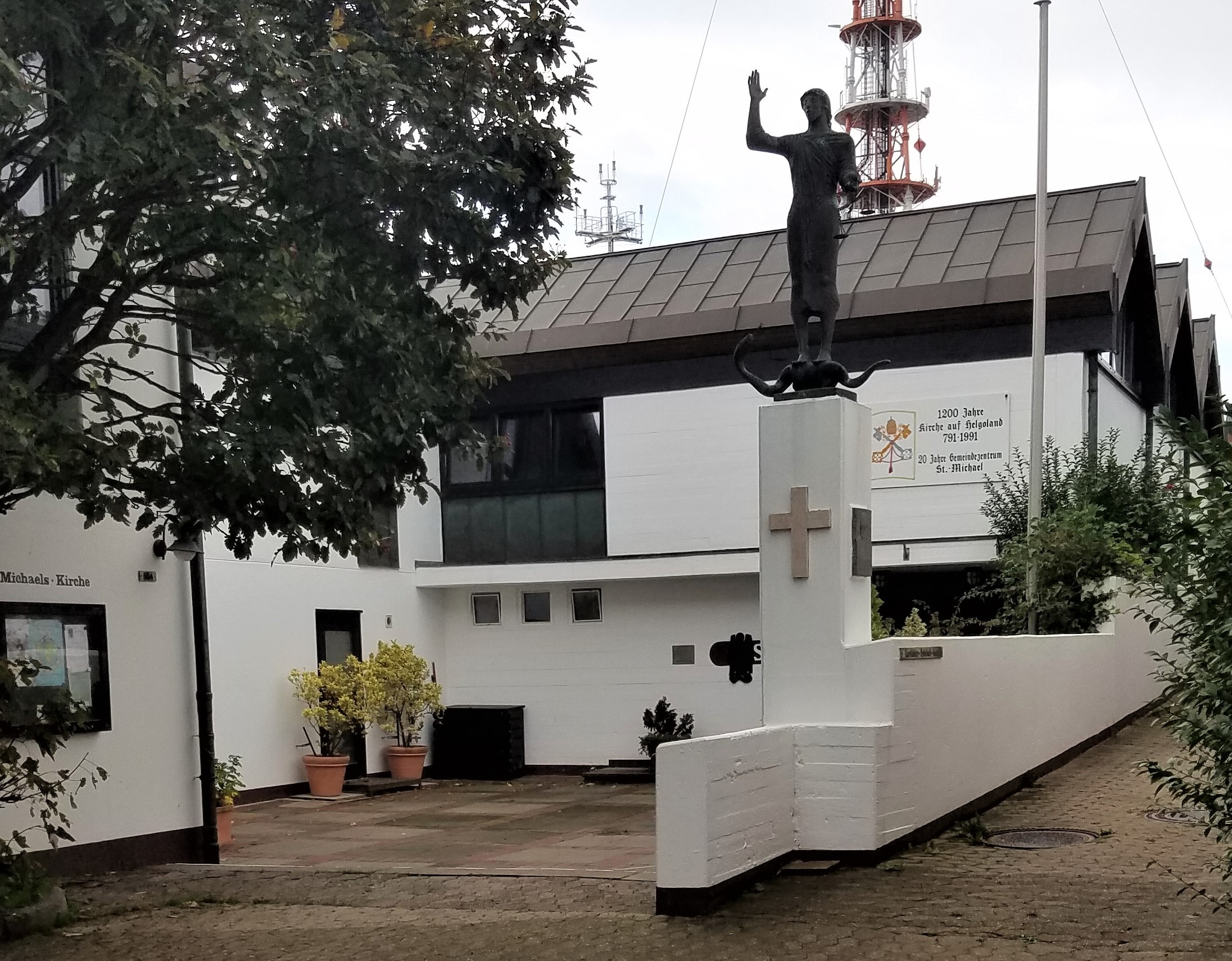
Eingang zur St.-Michaels-Kirche mit Skulptur des Erzengels Michael

Die St.-Michaels-Kirche ist die römisch-katholische Kirche auf der Nordseeinsel Helgoland. Sie ist nach dem Erzengel Michael benannt und befindet sich auf dem Oberland; die Adresse ist Karkhiar-Spichal-Goat 584.
Die Pfarrei St. Michael hat rund 180 Mitglieder und gehört zur Region Schleswig-Holstein im Erzbistum Hamburg.

## Geschichte

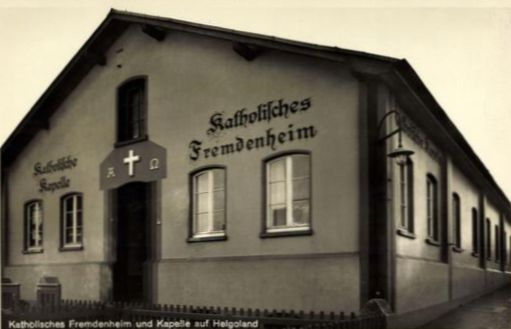
Die katholische Kapelle im Oberland; nach dem Ersten Weltkrieg wurde sie auch zum Fremdenheim

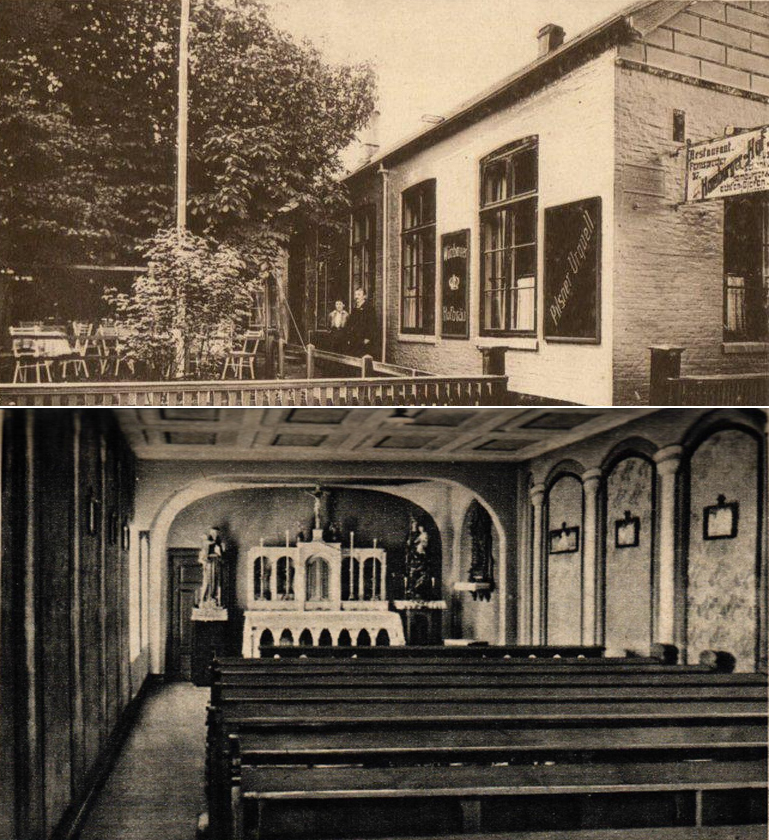
Das Restaurant Hamburger Hof, das 1935 zu einer katholischen Kapelle umgebaut wurde (siehe Bild unten)

Nach Heiligenlegenden soll um 700 erstmals durch Willibrord die christliche Lehre auf Helgoland verkündet und etwa 790 die erste Kapelle durch Liudger erbaut worden sein. Nach der Reformation gab es erst wieder seit Ende des 19. Jahrhunderts durch den Fremdenverkehr und die Marine Katholiken auf der Insel. Für die katholischen Angehörigen der Marine wurde schon vor dem Ersten Weltkrieg auf dem Oberland an der Sonnenuntergangsstraße in einem Marinegebäude eine Kapelle eingerichtet (es war sogar eine Kirche geplant), die später auch als Fremdenheim fungierte. 1929 ist sie nachweisbar samt dem Besuch eines Priesters, der im Sommer gelegentlich für die katholischen Gäste der Insel zuständig war. Als 1935 die Marine das Kapellengebäude wieder übernahm, kaufte der Osnabrücker Bischof das Restaurant Hamburger Hof im Oberland und richtete dort eine Kapelle ein. Beim Bombenangriff am 18. April 1945 wurde die Kapelle zerstört.
Beim Wiederaufbau nach 1952 war eine katholische Kirche in der Gegend des Hamburger Hofs in der Planung. Gottesdienste konnten ab 1959 in der evangelischen Kirche St. Nicolai stattfinden; auch die Privatwohnung einer Bäckerei wurde benutzt. Ab 1965 besaß die katholische Kirche ein Helgoländer Familienhaus, in dem von Kurpfarrern auch Wochentagsmessen gehalten wurden. 1970 wurde mit dem Bau der Pfarrkirche St. Michael begonnen. Am 27. Juni 1971 wurde sie geweiht. Der rheinische Pfarrer und Ruheständler Josef Bernhard (1920–2011) prägte ab 1980 über die Auflösung der eigenständigen Kirchengemeinde hinaus bis 2008 das Gemeindeleben. Durch die Zuwanderung vieler polnischer Saisons-Arbeitskräfte nach Helgoland hat sich neben der traditionellen Urlauberseelsorge ein neues Aufgabenfeld für die Gemeinde entwickelt.
Seit 1995 gehört St. Michael zum neu gegründeten Erzbistum Hamburg und dort zur Region Schleswig-Holstein; zuvor gehörte die Kirche zum Bistum Osnabrück. Seit 2017 lebt kein Seelsorger mehr ständig auf der Insel, allerdings während der sommerlichen Urlaubszeit ein Ruhestands-Priester.

## Architektur und Ausstattung

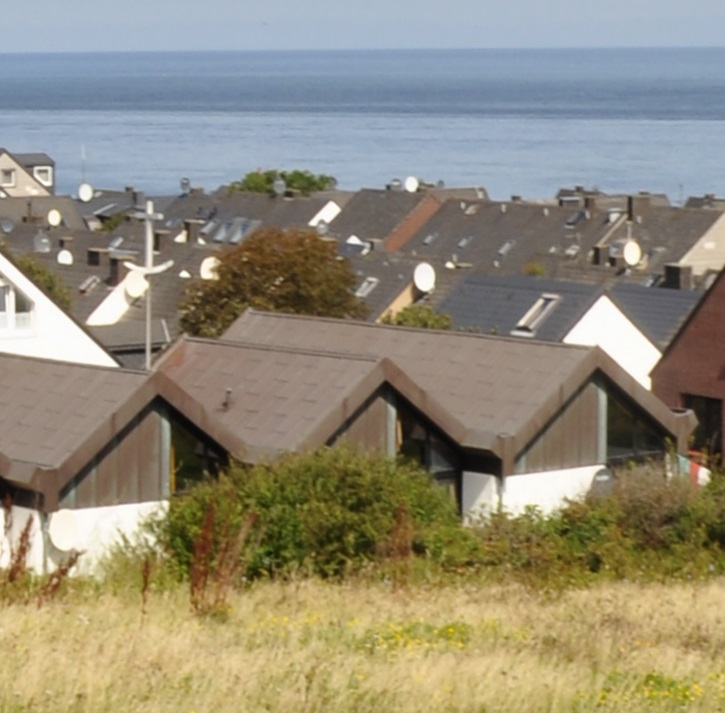
Kirche und Gemeindezentrum, Rückseite (von Süden)

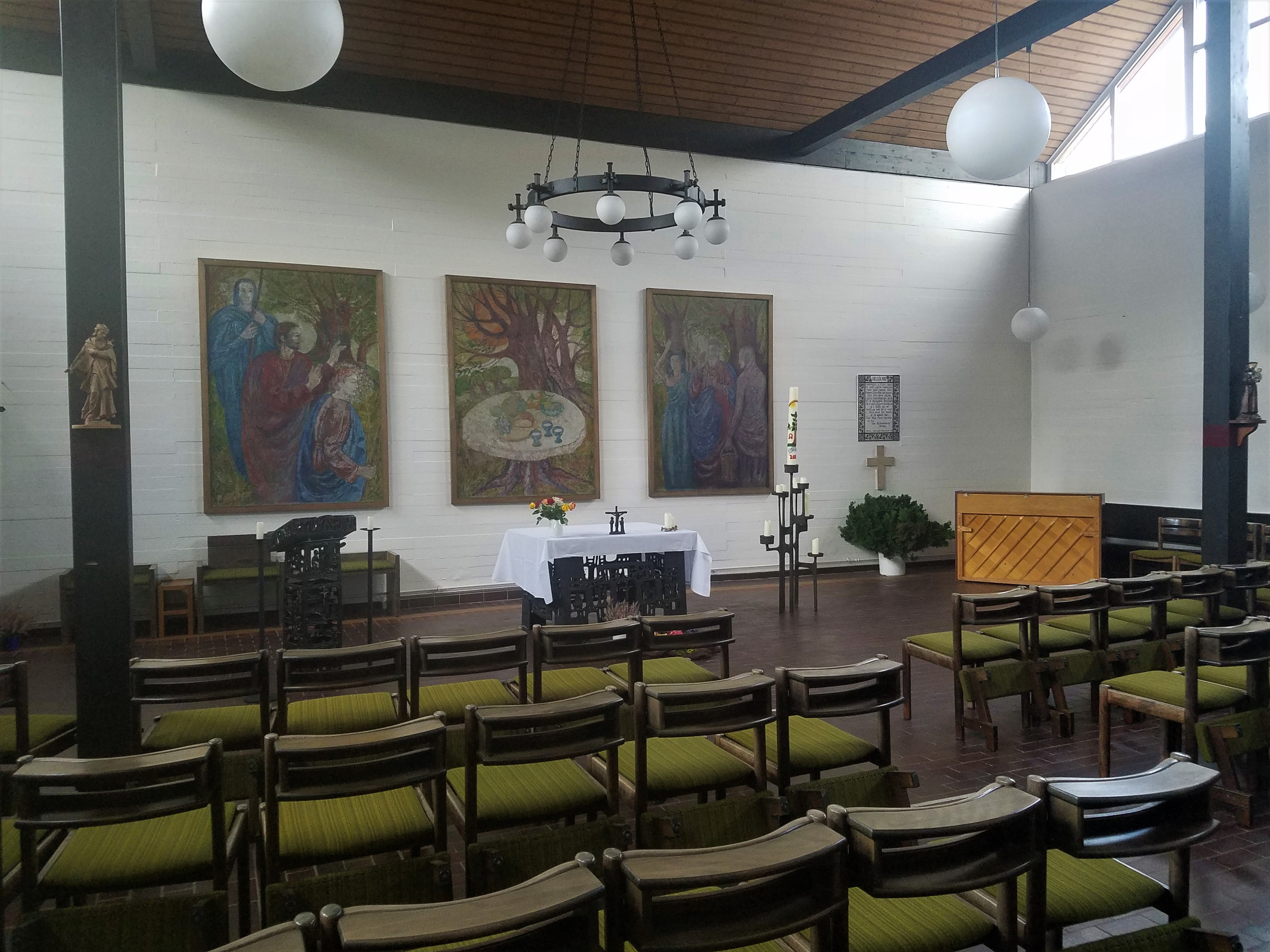
Inneres (2020)

Die Kirche und das Gemeindezentrum bilden einen zusammenhängenden Baukomplex, erbaut nach Plänen von Walter Bunsmann und Paul-Gerhard Scharf. Die Kirche ist mit 120 Sitzplätzen kleiner als die evangelische St.-Nicolai-Kirche. Das gefaltete Dach erinnert an die Hummerbuden am Helgoländer Hafen. Altar und Ambo wurden von dem Kölner Künstler Egino Weinert gestaltet. Neben dem größeren Kirchenraum gibt es einen Kapellenraum für Gottesdienste in kleineren Gruppen.